# Torrent de la Font del Pardal
El torrent de la Font del Pardal és un curs d'aigua dels termes municipals de Balenyà, a la comarca d'Osona, i de Castellcir, a la comarca del Moianès.

## Terme municipal de Balenyà
Es forma en el sector nord de la urbanització de Puigsagordi, des d'on s'adreça cap a ponent, decantant-se progressivament cap al nord i poc més tard cap al sud. De seguida travessa el Camí del Soler, que tot seguit segueix pel costat sud durant un bon tros. Passa a prop i al sud-est de la masia de Mirambell i, baixant cap al sud-oest, passa a ran i pel costat de llevant de la masia del Soler de l'Espina. En el moment que passa a prop d'aquesta masia, el torrent discorre en direcció sud. Al cap de poc torna a girar cap al sud-oest, passa pel nord de la Baga de Puig-alt i en el moment que troba la Font del Pardal deixa el terme municipal de Balenyà i entra en el de Castellcir.

## Terme municipal de Castellcir

El Torrent de la Font del Pardal, respecte del terme de Castellcir

El torrent entra en aquest terme entre el Collet de Puig-alt, a l'est-sud-est, i la Feixa del Pujol del Soler, a l'oest-nord-oest. Continua cap al sud-oest, i arriba a llevant de la masia de Serracaixeta, al nord-est de la Torre de Serracaixeta, al nord de la Baga de Santa Coloma, on s'aboca en el torrent del Soler just al sud-est i a prop del Pou de glaç de la Font del Barbot.